# Gouden Poort (Kiev)
De Gouden Poort (Oekraïens: Золоті ворота, Zoloti vorota) was een stadspoort van het middeleeuwse Kiev die in 1982 werd herbouwd, ondanks dat er geen idee bestond over hoe de poort er indertijd uitgezien heeft. In de poort huist een museum dat gewijd is aan de geschiedenis van het gebouw.

## Geschiedenis
Door moderne historici wordt aangenomen dat de Gouden Poort een van de drie stadspoorten was die werden gebouwd ten tijde van de regering van Jaroslav de Wijze tussen 1017 en 1024. De poort kwam pas als de Gouden Poort bekend te staan na de bouw van de Kerk van de Aankondiging die getooid was met gouden koepels. Nadat Kiev werd veroverd in 1240 door de Mongolen werd de poort gedeeltelijk verwoest, maar hij bleef daarna in gebruik. Nadat de poort nog enkele keren werd beschadigd raakte het gebouw geleidelijk in verval. In de achttiende eeuw raakten de restanten bedekt onder de aarde en pas in 1832 werden er opgravingen gedaan naar de poort.

## Openbaar vervoer
Vlak bij de poort bevindt zich het metrostation Zoloti vorota, onderdeel van de metro van Kiev.

## Galerij

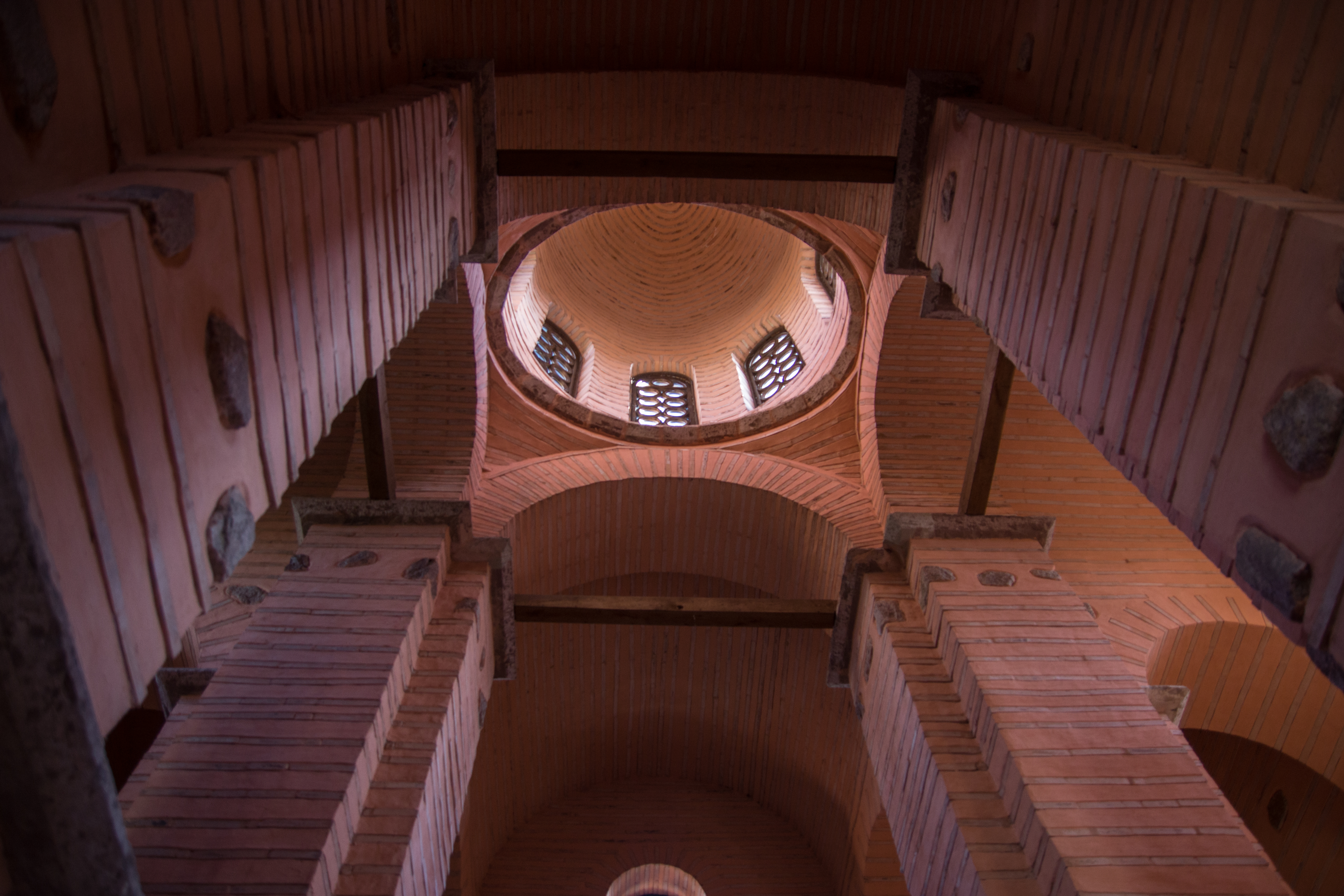
Interieur
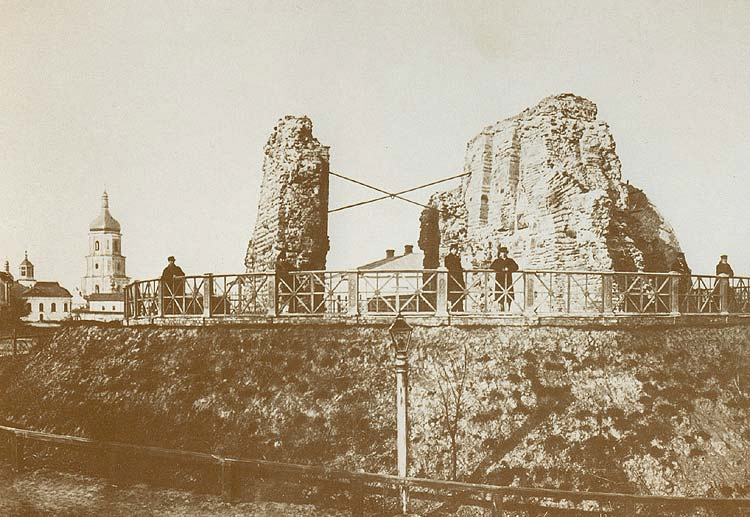
Foto van de ruïne van de poort in het begin van de 20ste eeuw
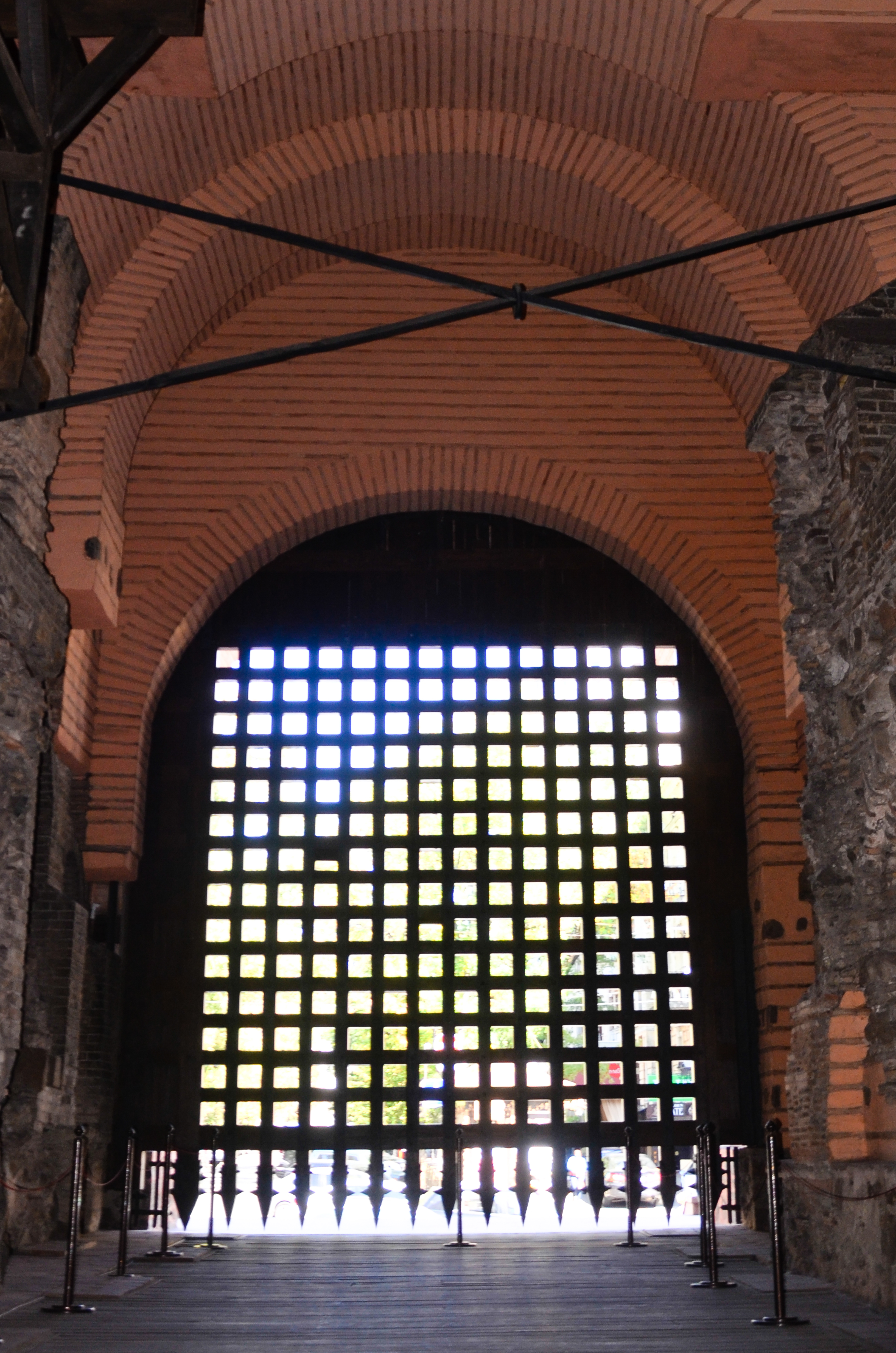
De poort
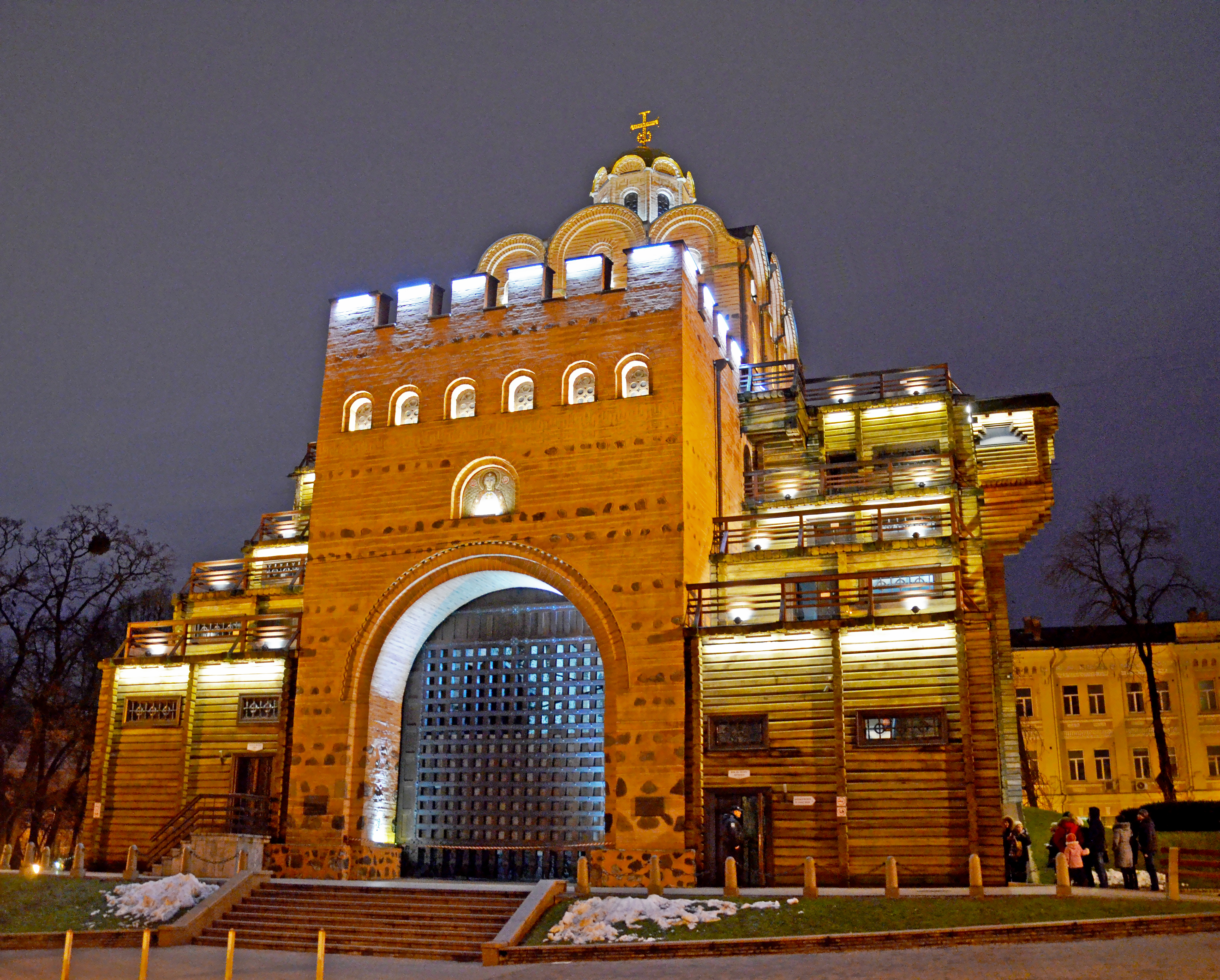
De poort in de avond